# Gary Windo
Gary Windo (Brighton, 7 novembre 1941 – New York, 25 luglio 1992) è stato un sassofonista, clarinettista e compositore britannico.	
Eclettico musicista, il suo inconfondibile sax tenore lo ha portato a collaborare con alcuni tra i più grandi artisti di jazz, fusion e rock progressivo nel periodo compreso tra gli anni sessanta e gli anni novanta, sia nel Regno Unito che negli USA.

## Biografia
Nella natia Inghilterra cominciò a suonare la batteria e la fisarmonica a soli 7 anni, la chitarra a 12 ed il sassofono a 17. Nel 1960 si trasferì negli Stati Uniti per studiare sax tenore e teoria musicale alla "Cool School" di Lennie Tristano, dove rimase 9 anni alternando lo studio alle prime esibizioni.
Nel 1969 si stabilì a Londra e cominciò a frequentare i locali circoli jazz, dove ebbe modo di suonare con artisti come Chick Corea, Johnny Griffin e Jimmy Ruffin. Divenuto famoso, entrò in diversi gruppi importanti, tra cui i Brotherhood of Breath del sudafricano Chris McGregor, che coniugavano jazz e musica africana, e la big band jazz-progressive Centipede di Keith Tippett. Formò quindi i Symbiosis insieme a Mongezi Feza alla tromba, Roy Babbington al basso e Robert Wyatt, batteria e voce, che non pubblicarono alcun disco, ma registrarono dei brani che sarebbero in seguito entrati in una compilation di Wyatt e in due di Windo. Un altro gruppo da lui creato in quegli anni fu il Gary Windo Quartet con il chitarrista Ray Russell, Feza e il batterista Alan Rushton.
Nel 1972 approfondì le sue collaborazioni con gli artisti di rock progressivo della scena di Canterbury, partecipando all'album di esordio da solista di Hugh Hopper 1984. Entrò poi nei Wmwm, un esperimento jazz di breve durata e acronimo di Wyatt, MacRae, Windo e Mathewson, anch'essi non pubblicarono dischi, ma alcune registrazioni sono state pubblicate in raccolte postume di Windo. Windo fece parte quindi della rivoluzionata formazione dei prestigiosi Matching Mole con Wyatt, Bill MacCormick al basso e Francis Monkman alle tastiere. L'incidente che rese Wyatt paraplegico mandò a monte il progetto, ma Windo e Wyatt ebbero modo di lavorare assieme nei successivi album solisti di Wyatt Rock Bottom, del 1974, e Ruth Is Stranger Than Richard del 1975.
Nel 1974 partecipò al ritorno sul palco di Wyatt dopo l'incidente, insieme a Feza (tromba), Dave Stewart (tastierista), Laurie Allan (batteria), Hopper (basso), Fred Frith (viola, violino e chitarra), Mike Oldfield (chitarra), Julie Driscoll (tastiere e voce) e Nick Mason (batteria). Il concerto fu presentato da John Peel e la registrazione venne pubblicata nel CD del 2005 Theatre Royal Drury Lane 8th September 1974. Dopo l'uscita di quest'album, Wyatt lo ha dedicato con gratitudine agli scomparsi Windo, Feza e Peel.
Windo continuò a lavorare con i Brotherhood of Breath, e formò due nuovi gruppi con la moglie Pam al piano ed altri grandi musicisti tra cui il bassista Bill MacCormick dei Matching Mole, Nick Mason dei Pink Floyd, Julie Driscoll dei Centipede, Steve Hillage dei Gong e gli stessi Hopper e Wyatt. Del lavoro di queste due band rimangono alcune registrazioni ma nessun album.
Nel 1976, Windo suonò nel disco jazz di Hopper Hoppertunity Box, ed entrambi si unirono alla tournée della jazzista Carla Bley. Dopo le date europee, Windo partecipò anche a quelle negli USA, al termine delle quali restò nel paese e partecipò agli album Musique Mécanique della stessa Bley, More Movies di Michael Mantler, Fictitious Sports di Mason e About Time dei New York Gong di Daevid Allen. Registrò anche il proprio album Loaded Vinyl con la moglie Pam e Steve Swallow, ma non riuscì a farlo pubblicare.
Altre collaborazioni del periodo americano furono quelle con i NRBQ e i Psychedelic Furs, diverse session di altri musicisti e suonò occasionalmente nel programma televisivo "Saturday Night Live" della NBC. Nel 1982 venne finalmente pubblicato il suo primo album, Dogface. Tra il 1984 ed il 1988 formò il quartetto rock Gary Windo Band, col chitarrista Knox Chandler, il bassista Jack Robinson ed il batterista Steve Moses, che nel 1987 pubblicò Deep Water, il secondo album come solista che gli fu attribuito.
Verso la fine degli anni ottanta riprese la sua attività di insegnante. Nello stesso periodo incontrò lo scrittore Michael King, che stava facendo delle ricerche per il suo libro Wrong Movements - A Robert Wyatt Discography. King masterizzò le vecchie registrazioni delle varie band di Windo e di quelle in cui ha collaborato e inserì questi brani inediti nella compilation His Master's Bones. Quest'album venne pubblicato nel 1996 dopo la morte di Windo, avvenuta nel 1992 per un infarto a seguito di un attacco d'asma. Nel 2004 uscì il secondo volume di questa raccolta, col titolo Anglo American.

## Discografia

### Album in studio
- 1982 Dogface, Europa Records JP 2011
- 1988 Deep Water, Antilles New Directions 90687-1

### Compilation
- 1996 His Master's Bones, Cuneiform Records Rune 89
- 2004 Anglo American, Cuneiform Records Rune 189